# Pronkmos
Pronkmos (Herzogiella) is een geslacht van mossen die behoren tot de klauwtjesmosfamilie (Hypnaceae). De geslachtsnaam Herzogiella is ter ere van Theodor Carl Julius Herzog, een Duitse bryoloog en fytogeograaf. Het geslacht werd omschreven door Viktor Ferdinand Brotherus in Nat. Pflanzenfam. ed.2, vol.11 op pagina 466 in 1925. Het geslacht heeft een bijna een kosmopolitische verspreiding.

## Soorten
Het geslacht bevat de volgende soorten:
- Herzogiella adscendens Iwatsuki & W.B.Schofield, 1973
- Herzogiella boliviana Fleischer, 1925
- Herzogiella cylindricarpa (Cardot) Z. Iwats.
- Herzogiella letestui (Dixon & P. de la Varde) Ando
- Herzogiella perrobusta (Broth.) Z. Iwats.
- Herzogiella renitens (Mitt.) Z. Iwats.
- Herzogiella seligeri (Brid.) Z. Iwats. (geklauwd pronkmos)
- Herzogiella striatella (Brid.) Z. Iwats. (klein pronkmos)
- Herzogiella turfacea (Lindb.) Z. Iwats.